# Хобит: Неочаквано пътешествие
„Хобит: Неочаквано пътешествие“ (на английски: The Hobbit: An Unexpected Journey) е епичен фентъзи приключенски филм от 2012 г., режисиран от Питър Джаксън, със сценарий от Фран Уолш, Филипа Бойенс, Джаксън и Гийермо дел Торо, базиран на романа Хобитът от Дж. Р. Р. Толкин. Това е първата част от трилогията Хобит, която се явява предистория на трилогията Властелинът на пръстените на Джаксън.
Историята се развива в Средната земя шестдесет години преди основните събития във Властелинът на пръстените, като части от филма са адаптирани от приложенията към Завръщането на краля на Толкин. Неочаквано пътешествие разказва историята на Билбо Бегинс (Мартин Фрийман), който е убеден от магьосника Гандалф (Иън Маккелън) да придружи тринадесет джуджета, водени от Торин Дъбощит (Ричард Армитидж), в мисията да си върнат Самотната планина от дракона Смог. Актьорският ансамбъл включва също Кен Стот, Кейт Бланшет, Иън Холм, Кристофър Лий, Хюго Уивинг, Джеймс Несбит, Илайджа Ууд, Анди Съркис, Силвестър Маккой, Бари Хъмфрис и Ману Бенет.
Премиерата на Неочаквано пътешествие, разпространяван от Уорнър Брос Пикчърс, е на 28 ноември 2012 г. в Уелингтън, като на 12 декември е в Нова Зеландия, а на 14 декември в България и САЩ. Филмът получава смесени отзиви от критиците и събира над 1,017 милиарда долара в боксофиса, което го прави четвъртият най-касов филм за 2012 г. Филмът получава множество отличия; на 85-ата церемония по връчване на наградите на Академията той е номиниран за най-добър дизайн на продукцията, най-добър грим и прическа и най-добри визуални ефекти.
Двете продължения – Пущинакът на Смог и Битката на петте армии, последват съответно през 2013 г. и 2014 г.

## Сюжет
Наближавайки своя 111-ти рожден ден, хобитът Билбо Бегинс започва да пише историята на своето приключение преди 60 години за своя племенник Фродо.
Много преди намесата на Билбо, кралят на джуджетата Трор носи със себе си ера на просперитет за своя народ под Самотната планина до пристигането на дракона Смог. Смог унищожава близкия град Дейл, прогонва джуджетата от планината им и взима златото. Внукът на Трор, Торин, вижда крал Трандуил и неговите горски елфи на близкия хълм и е ужасен, когато те си тръгват, вместо да помогнат на народа му, което води до вечната омраза на Торин към елфите.
В Графството 50-годишният Билбо е подмамен от магьосника Гандалф Сивия да организира вечеря за Торин и неговата компания от джуджета: Балин, Дуалин, Фили, Кили, Дори, Нори, Ори, Оин, Глоин, Бифур, Бофур и Бомбур. Целта на Гандалф е да наеме Билбо като „крадец“ на компанията, който да помогне в стремежа на джуджетата да влязат в Самотната планина. Първоначално Билбо не желае да приеме, но променя мнението си, след като компанията си тръгва без него на следващия ден, надпреварвайки се да се присъедини към тях. Пътувайки нататък, компанията е заловена от трима тролове. Билбо спира троловете да не ги изядат до зори, а Гандалф излага троловете на слънчева светлина, превръщайки ги в камък. Компанията намира пещерата на троловете и открива съкровища и елфически мечове. Торин и Гандалф вземат по един меч, направени от елфите, съответно Оркрист и Врагоубиец; Гандалф дава елфически кинжал на Билбо.
Магьосникът Радагаст Кафявия намира Гандалф и компанията и разказва за среща в Дол Гулдур с Некроманта, магьосник, който покварява Зеленогор с черна магия. Преследван от орките, Гандалф води компанията през скрит проход към Ломидол. Там лорд Елронд разкрива скрита индикация за тайна врата на картата на компанията на Самотната планина, която ще бъде видима само в Деня на Дурин. По-късно Гандалф се среща с Белия съвет – състоящ се от Елронд, Галадриел и Саруман Белия – и представя моргулско острие, оръжие на Краля-магьосник от Ангмар, което Радагаст получава от Дол Гулдур като знак, че Некромантът е свързан с евентуално завръщане на Саурон. Докато Саруман настоява за по-актуалния въпрос на мисията на джуджетата, като иска Гандалф да сложи край на това, Гандалф тайно разкрива на Галадриел, че е очаквал това и е накарал джуджетата да продължат напред без него.
Компанията пътува до Мъгливите планини, където се озовават сред колосална битка между каменни великани. Те намират убежище в пещера и са заловени от гоблини, които ги отвеждат при техния водач, Великият гоблин. Билбо се отделя от джуджетата и пада в пукнатина, където среща Ам-гъл, който несъзнателно изпуска златен пръстен. Прибирайки пръстена, Билбо се изправя срещу него. Те играят игра на гатанка, като се обзалагат, че Ам-гъл ще покаже изхода, ако спечели Билбо, или ще го изяде, ако хобитът загуби. Билбо печели чрез измама и Ам-гъл забелязва, че пръстенът му е изгубен и че Билбо го взел. Преследван от разярения Ам-гъл, Билбо открива, че пръстенът му дава невидимост, но когато има шанс да убие Ам-гъл, Билбо пощадява живота му от съжаление и избягва.
Междувременно Великият гоблин разкрива на джуджетата, че Азог, военен вожд на орките, който е убил Трор и загубил предмишницата си от Торин в битка извън кралството на джуджетата Мория, е обавил награда за главата на Торин. Гандалф пристига и повежда джуджетата в бягство, убивайки Великия гоблин. Билбо напуска планината и се присъединява отново към компанията, като запазва пръстена в тайна. Компанията попада на засада от Азог и неговата ловна група и намира убежище на дърветата. Торин се нахвърля срещу Азог, който надвива и го наранява тежко със своя меч. Билбо спасява Торин от орките и предизвиква Азог, точно когато дружината е спасена от орли, призовани от Гандалф. Те бягат в безопасност на скала, където Гандалф съживява Торин, който се отказва от предишното си презрение към Билбо.
Те виждат Самотната планина в далечината, където спящият Смог е събуден от дрозд, който удря с човката си охлюв в камък.

## Актьорски състав
| Актьор             | Роля                     |
| ------------------ | ------------------------ |
| Мартин Фрийман     | Билбо Бегинс             |
| Иън Маккелън       | Гандалф                  |
| Кейт Бланшет       | Галадриел                |
| Хюго Уивинг        | Елронд                   |
| Кристофър Лий      | Саруман                  |
| Силвестър Маккой   | Радагаст                 |
| Иън Холм           | Билбо Бегинс (като стар) |
| Илайджа Уд         | Фродо Бегинс             |
| Анди Съркис        | Ам-гъл                   |
| Ману Бенет         | Азог                     |
| Лий Пейс           | Трандуил                 |
| Бенедикт Къмбърбач | Некромантът              |
| Бари Хъмфрис       | Великият гоблин          |

| 13-те джуджета  | 13-те джуджета |
| --------------- | -------------- |
| Ричард Армитидж | Торин Дъбощит  |
| Греъм Мактавиш  | Дуалин         |
| Кен Стот        | Балин          |
| Ейдън Търнър    | Кили           |
| Дийн О'Горман   | Фили           |
| Марк Хадлоу     | Дори           |
| Джед Брофи      | Нори           |
| Адам Браун      | Ори            |
| Джон Калън      | Оин            |
| Питър Хамбълтън | Глоин          |
| Уилям Киршър    | Бифур          |
| Джеймс Несбит   | Бофур          |
| Стивън Хънтър   | Бомбур         |

## Награди и номинации
| Категория                                    | Номиниран(и)                                 | Резултат                    |
| Оскар (24 февруари 2013 г.)                  | Оскар (24 февруари 2013 г.)                  | Оскар (24 февруари 2013 г.) |
| -------------------------------------------- | -------------------------------------------- | --------------------------- |
| Най-добри визуални ефекти                    | Най-добри визуални ефекти                    | номинация                   |
| Най-добри грим и прически                    | Най-добри грим и прически                    | номинация                   |
| Най-добри декори                             | Най-добри декори                             | номинация                   |
| Награда на БАФТА (10 февруари 2013 г.)       |                                              |                             |
| Най-добри грим и прически                    | Най-добри грим и прически                    | номинация                   |
| Най-добри специални визуални ефекти          | Най-добри специални визуални ефекти          | номинация                   |
| Най-добър звук                               | Най-добър звук                               | номинация                   |
| Хюго                                         |                                              |                             |
| Най-добро сценично представяне (дълга форма) | Най-добро сценично представяне (дълга форма) | номинация                   |
| Сатурн (26 юни 2013 г.)                      |                                              |                             |
| Най-добри декори                             | Най-добри декори                             | награда                     |
| Най-добър фентъзи филм                       | Най-добър фентъзи филм                       | номинация                   |
| Най-добри костюми                            | Най-добри костюми                            | номинация                   |
| Най-добър грим                               | Най-добър грим                               | номинация                   |
| Най-добри специални ефекти                   | Най-добри специални ефекти                   | номинация                   |
| Най-добър актьор                             | Мартин Фрийман                               | номинация                   |
| Най-добър актьор в поддържаща роля           | Иън Маккелън                                 | номинация                   |
| Най-добър режисьор                           | Питър Джаксън                                | номинация                   |
| Най-добра музика                             | Хауърд Шор                                   | номинация                   |
| Емпайър (24 март 2013 г.)                    |                                              |                             |
| Най-добър научнофантастичен или фентъзи филм | Най-добър научнофантастичен или фентъзи филм | награда                     |
| Най-добър актьор                             | Мартин Фрийман                               | награда                     |
| Най-добър филм                               | Най-добър филм                               | номинация                   |
| Най-добър 3D филм                            | Най-добър 3D филм                            | номинация                   |
| Най-добър режисьор                           | Питър Джаксън                                | номинация                   |

## „Хобит: Неочаквано пътешествие“ в България
На 14 декември 2014 г. се излъчва за първи път по Нова телевизия с български дублаж за телевизията. Екипът се състои от:
| Роля                | Изпълнител                                                                                              |
| ------------------- | --- |
| Преводач            | Миряна Мезеклиева                                                                                       |
| Режисьор на дублажа | Димитър Кръстев                                                                                         |
| Тонрежисьор         | Цветомир Цветков                                                                                        |
| Озвучаващи артисти  | Христина Ибришимова Димитър Иванчев Васил Бинев Силви Стоицов Стефан Сърчаджиев-Съра Светозар Кокаланов |